# Нокомис (Песнь о Гайавате)

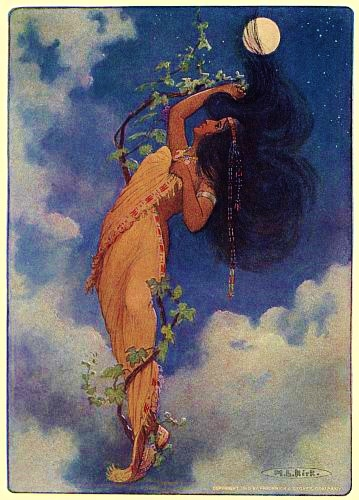
Падение Нокомис, 1910. Иллюстрация Марии Луиз Кирк

Ноко́мис (англ. Nokomis) — персонаж эпической поэмы американского писателя Генри Уодсворта Лонгфелло «Песнь о Гайавате» (1855), основанной на легендах коренных американцев народа оджибве, бабушка заглавного героя поэмы, ставшего великим вождём. На языке оджибве слово nookomis означает «бабушка».

## Роль в сюжете
По происхождению Нокомис «дочь ночных светил». Жила на Луне, откуда упала на Землю после того как одна завистливая и ревнивая подруга подрубила ветки винограда, на которых качалась Нокомис. В живописной долине Мускодэ, куда она упала, у Нокомис родилась девочка по имени Венона. Венона выросла и стала прекрасной девушкой. Мать предупреждала дочь о коварстве любвеобильного Мэджекивиса, западного ветра. Всё-таки он соблазнил девушку и она полюбила его. От этой связи родился Гайавата. После того как ветреный любовник оставил Венону, она умерла от печали.
Гайавата вырос, став смелым и ловким охотником. Его воспитанием и обучением занималась бабушка. Они жили одиноко, среди дремучих лесов. Он часто пытался выяснить у Нокомис о своём происхождении, и однажды она рассказала о трагедии Веноны. Он решил отомстить своему жестокому отцу, однако бессмертный Мэджекивис, померившись с ним силой, призвал его вернуться к своему народу и пообещал, когда придёт время, разделить с ним своё царство. Даже когда Гайавата вырос, бабушка принимала большое участие в его судьбе, так, она не раз помогала ему советами и воодушевляла на великие подвиги. Вместе с его женой Миннегагой заботилась о доме великого воина. Вместе с бабушкой Гайавата оплакал смерть своей жены. Когда на земли оджибве прибывают европейцы, он гостеприимно встречает их. Ночью после пира, когда гости заснули, Гайавата попрощался с Нокомис и сказал, что навсегда уходит.
В литературе отмечалось, что женские образы в поэме обрисованы скорее как в рыцарском романе, а не как персонажи произведения, основанного на сказаниях коренных американцев. «Старая мудрая Нокомис слишком возвышена и величественна, это скорее героиня саги, а не индианка, вся жизнь которой прошла в душном и тесном вигваме в борьбе за скудный кусок пищи».

## В культуре
В честь Нокомис названо множество географических объектов (в частности, в следующих штатах: Алабама, Флорида, Джорджия, Иллинойс, Виргиния, Айова, Висконсин, Мэн (США), Саскачеван (Канада)), улиц, общественных мест, учреждений и т. д.